# 假面南鰍
假面南鰍（學名：Schistura personata）為輻鰭魚綱鯉形目條鰍科南鰍屬的其中一種。分布於亞洲寮國Nam Ngum淡水流域，本魚體延長，口下位，上唇中央無凹槽，下唇中央具一切口，觸鬚3對，側線完整，尾鰭邊緣微凹的，頭頂有蟲紋，在眼睛下方有一些深色的斑點，在尾鰭基底有一黑色橫帶，身體有12-16條橫帶, 比間隙寬, 形狀不規則，具有一個大的藍黑色的斑塊在眼的周圍及頰上，體長可達6.1公分，棲息在水流湍急、岩石底質的河川底層水域，生活習性不明。

## 扩展阅读
維基物種上的相關：假面南鰍